# Hanna Paulsberg

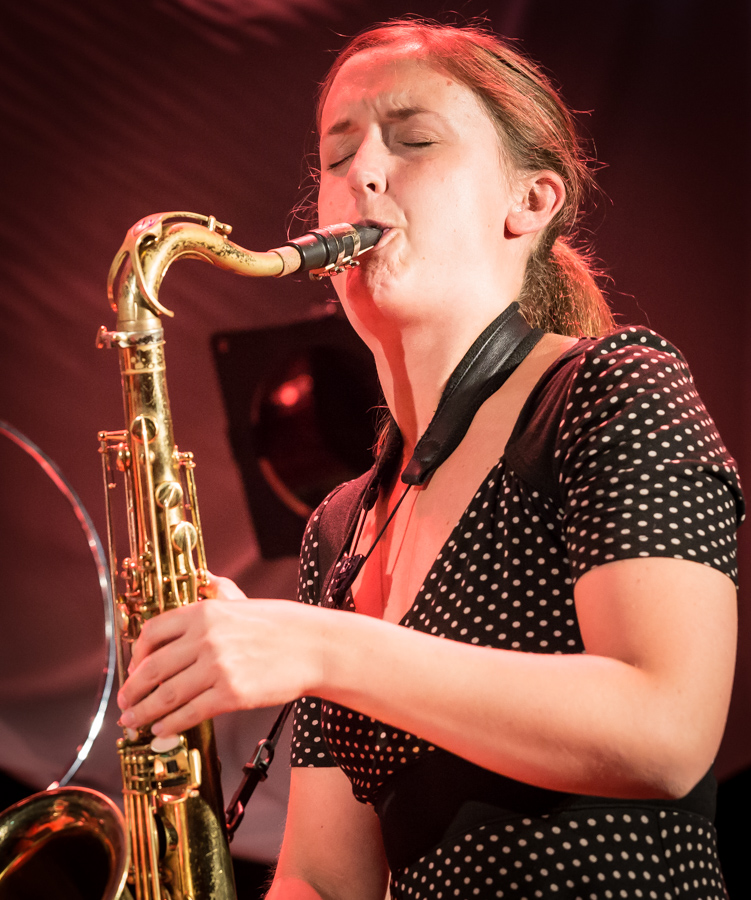
Hanna Paulsberg (2016)

Hanna Paulsberg (* 13. November 1987 in Rygge) ist eine norwegische Jazzmusikerin (Tenorsaxophon, Komposition).

## Leben und Wirken
Paulsberg ist die Tochter des Singer-Songwriters und Jazzmusikers Håkon Paulsberg.
Mit 15 Jahren lernte sie Saxophon; ein Jahr später begann sie eine Ausbildung an der Kirkeparken videregående skole in Moss, wo sie 2009 ihr Examen artium absolvierte. Dann studierte sie bis 2011 auf dem Trondheim Musikkonservatorium. Zunächst spielte sie mit der Kjellerbandet. Dann gründete sie eine eigene Band mit Trygve Waldemar Fiske (Bass), Oscar Grönberg (Piano) und Hans Hulbækmo (Drums), mit der sie ihr Debütalbum Waltz For Lilli (2012) vorlegte. Weitere Alben mit dieser Band folgten.

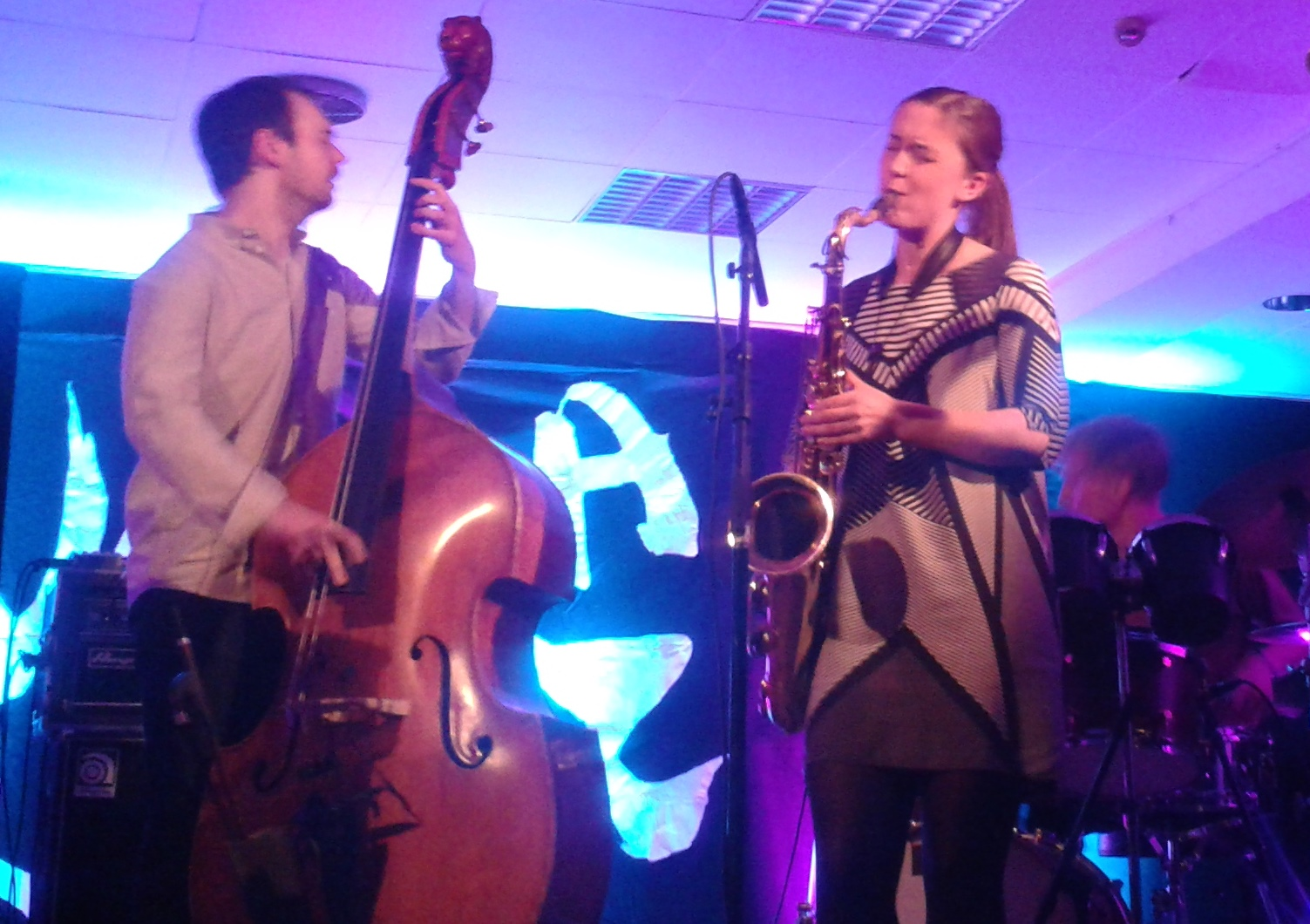
Hanna Paulsberg Concept mit Trygve Waldemar Fiske (links) und Hans Hulbækmo (rechts) bei Vossajazz 2016

Paulsberg arbeitete weiterhin mit dem Trondheim Jazz Orchestra, mit dem sie mehrere Alben einspielte, darunter Maetrix (2024). Im November 2016 holte Chick Corea sie mit dem Orchester als Musikerin zu mehreren Konzerten im New Yorker Blue Note Jazz Club. Auch arbeitete sie mit Bobo Stenson und ist auf Tonträgern ihres Vaters, von Dan Peter Sundland, Thomas Torstrup, Bror K, der Kjellerbandet, dem Torstein Ekspress, Gurls und dem Dag-Filip Roaldsnes Ensemble zu hören. 2019 trat sie in Gard Nilssen’s Supersonic Orchestra auf dem MoldeJazz Festival auf (If You Listen Carefully the Music Is Yours).

## Preise und Auszeichnungen
Paulsberg wurde auf dem Trondheim Jazz Festival 2011 mit dem Nachwuchspreis ausgezeichnet und gehörte im selben Jahr zu den Young Nordic Jazz Comets. 2015 wurde sie zur Jazzbotschafterin der Technisch-Naturwissenschaftlichen Universität Norwegens ernannt.

## Diskographische Hinweise
mit dem Hanna Paulsberg Concept
- 2012: Waltz for Lilli (Øra Fonogram)[3]
- 2014: Song for Josia (Øra Fonogram)
- 2016: Eastern Smiles (ODIN Records)
- 2018: Daughter of the Sun (ODIN Records)

mit Flukten
- 2021: Velkommen håp, mit Marius Hirth Klovning, Bárður Reinert Poulsen, Hans Hulbækmo